# Goum motorisé de Tunisie
Le goum motorisé de Tunisie est une unité militaire française recrutant des supplétifs tunisiens. Elle opère au début de la Seconde Guerre mondiale.

## Historique des garnisons et opérations
Le goum motorisé de Tunisie est créé en janvier 1939 à Bordj le Bœuf. Sous les ordres du capitaine Thomas, il fait partie du groupement no 4, dit aussi groupement retardateur du Dahar, chargé de combattre dans le sud de la frontière libyenne. Le goum participe aux opérations d'ampleur très réduite menées à la frontière après la déclaration de guerre italienne.
Après l'armistice franco-italien, les goums tunisiens sont officiellement dissous et transformés en unités de maghzen, la police civile.

## Organisation
Le goum est organisé avec un groupe de commandement, trois pelotons portés, un peloton de mitrailleuses et d'engins (c'est-à-dire de canons de 37), une section d'artillerie (canons de 65) et un peloton de transport.
Son effectif est de cinq officiers, 54 gradés et 210 goumiers. Il est équipé de deux véhicules légers, sept side-cars, douze camionnettes, six camions, trois Laffly à six roues (Laffly S15 R) et quatre automitrailleuses Laffly S15 TOE.